# HD 203096
HD 203096，又名BD+40 4485，SAO 50699、HR 8155，是一颗恒星，视星等为6.15，位于銀經85.59，銀緯-5.93，其B1900.0坐标为赤經21h 15m 3.3s，赤緯+40° -5.93′ 8″。